# 西城区
西城区位于北京市中心城区西部的市辖区，面积50.70平方公里。西城区是中华人民共和国的权力核心区域，是中共中央书记处、中共中央办公厅、中共中央纪律检查委员会、中共中央组织部、中共中央宣传部、中共中央统战部等中共中央机关，中华人民共和国国务院、国家发改委、工信部、国家民委等中央国家机关的所在地。區內有中南海、人民大会堂、北海公园、景山公园、故宮、白塔寺、月坛、广济寺、法源寺、西单、琉璃厂、什刹海、白云观、金融街、大栅栏等。區人民政府駐金融街街道二龙路27号。

## 历史

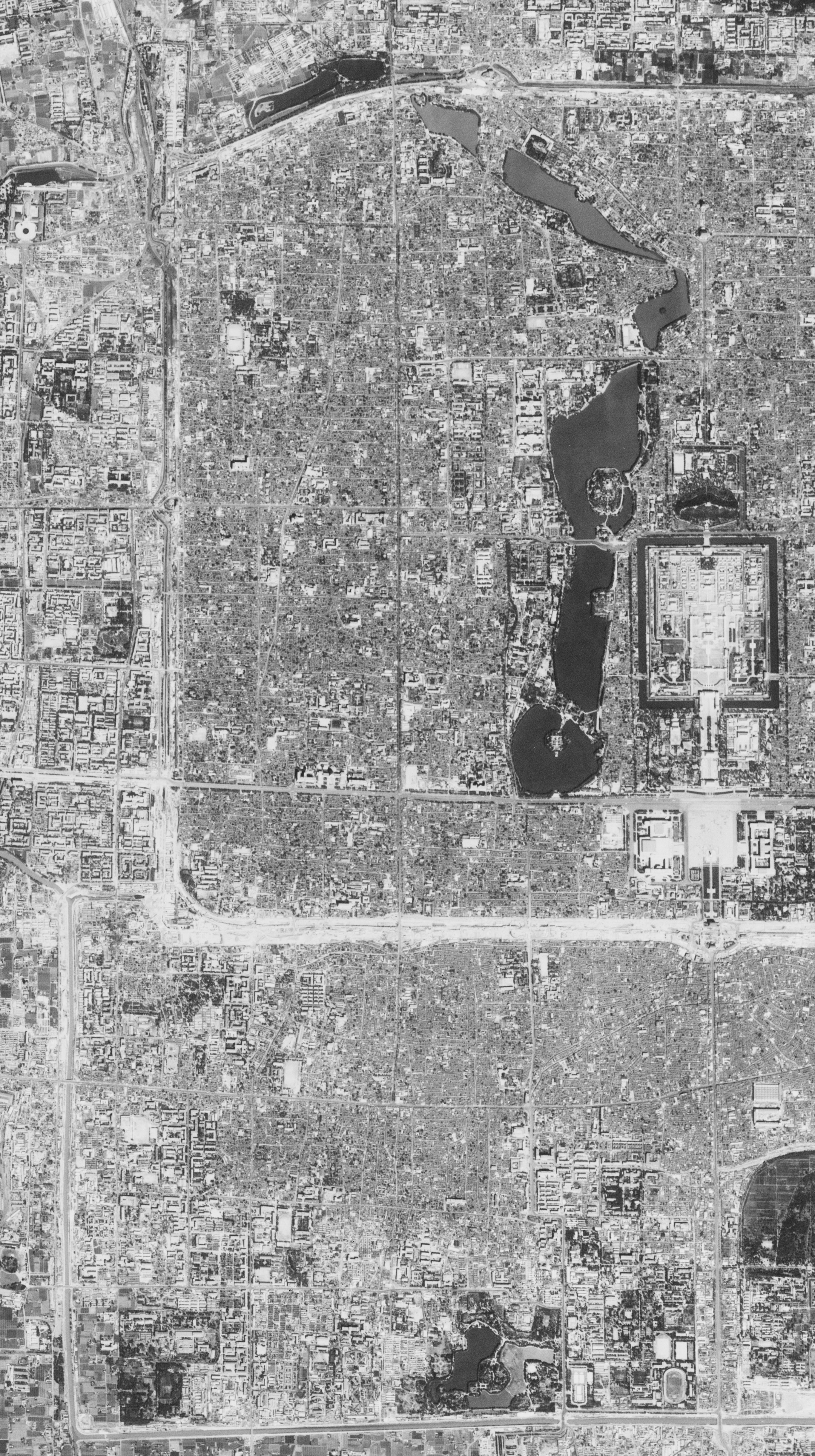
西城区的卫星照片（1967-09-20）

1987年9月，朝阳区马甸地区划归西城区管辖。
2010年7月1日，撤销原西城区和宣武区，合并设立新的西城区。

## 人口
截至2022年末，西城区常住人口110.0万人，比上年下降0.4%；其中，常住外来人口22.0万人，比上年减少1.4万人。出生人数5569人，出生率为5.05‰；死亡人数10678人，死亡率为9.69‰。常住人口密度为每平方千米2.17万人。全区户籍人口151.9万人。

## 行政区划

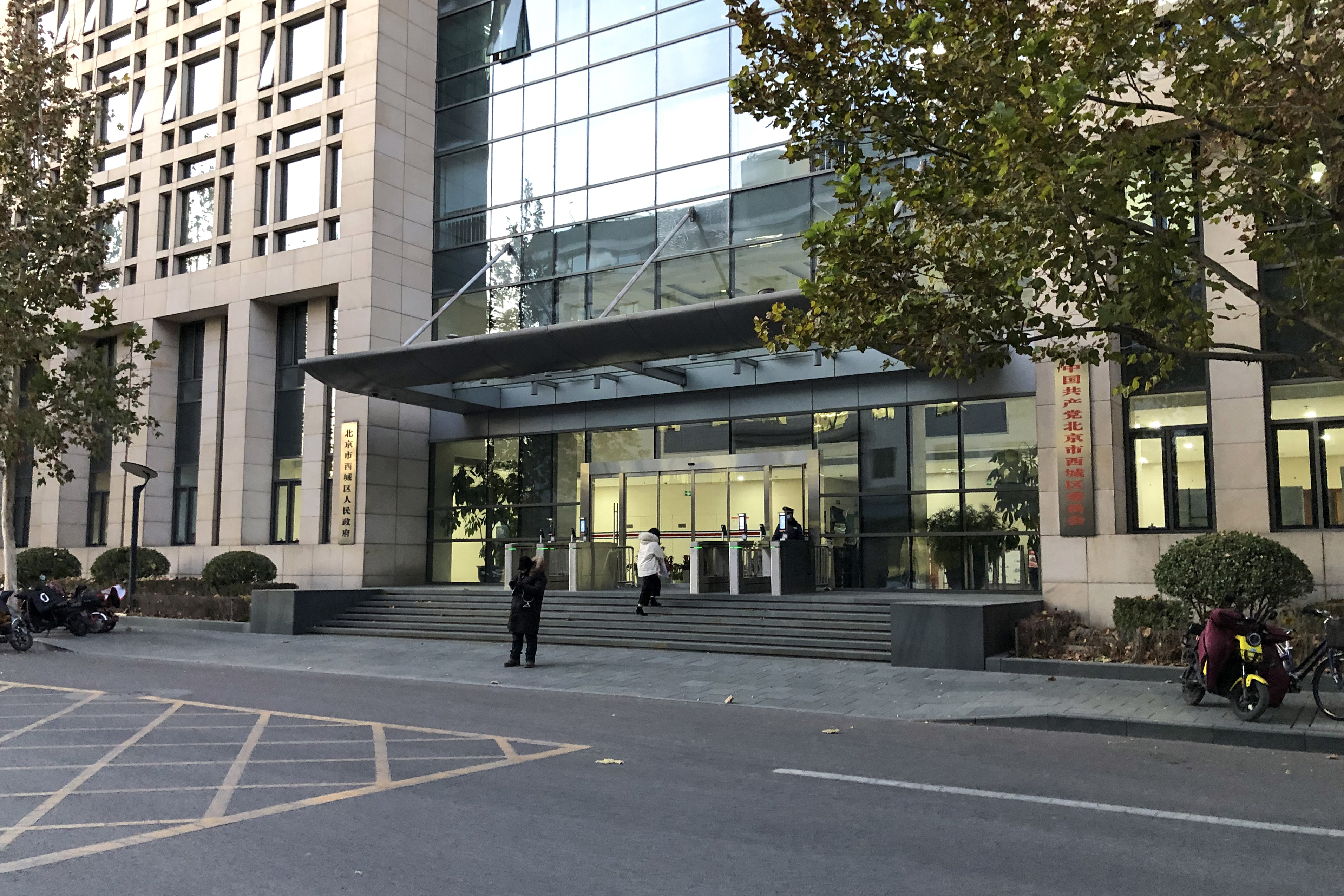
西城区政府位于金融街街道二龙路西街

西城区辖15个街道（西城区人民政府派出15个街道办事处）：西长安街街道、新街口街道、德胜街道、月坛街道、金融街街道、展览路街道、什刹海街道、大栅栏街道、天桥街道、椿树街道、陶然亭街道、广安门内街道、牛街街道、白纸坊街道、广安门外街道。
西城区原下辖10个街道：西长安街街道、厂桥街道、新街口街道、福绥境街道、丰盛街道、二龙路街道、月坛街道、阜成门外街道、展览路街道、德胜门外街道。
2004年调整为7个街道：西长安街街道、新街口街道、德胜街道、月坛街道、金融街街道、展览路街道和什刹海街道。
2010年7月1日，国务院批准撤销西城区与宣武区，合并成立新的西城区，加入了原宣武区的8个街道：大栅栏街道、天桥街道、椿树街道、陶然亭街道、广安门内街道、牛街街道、白纸坊街道、广安门外街道。

## 經濟
西城区是北京市人均国民生产总值最高的市辖区，2021年全区GDP达到5048.1亿元，同比增长8.1%，人均GDP约合美元约7.7万美元，是朝阳区的两倍。

## 友好城区
- 日本东京中野區 友好区 - 1986年9月5日簽訂
- 日本东京澀谷區

## 图集

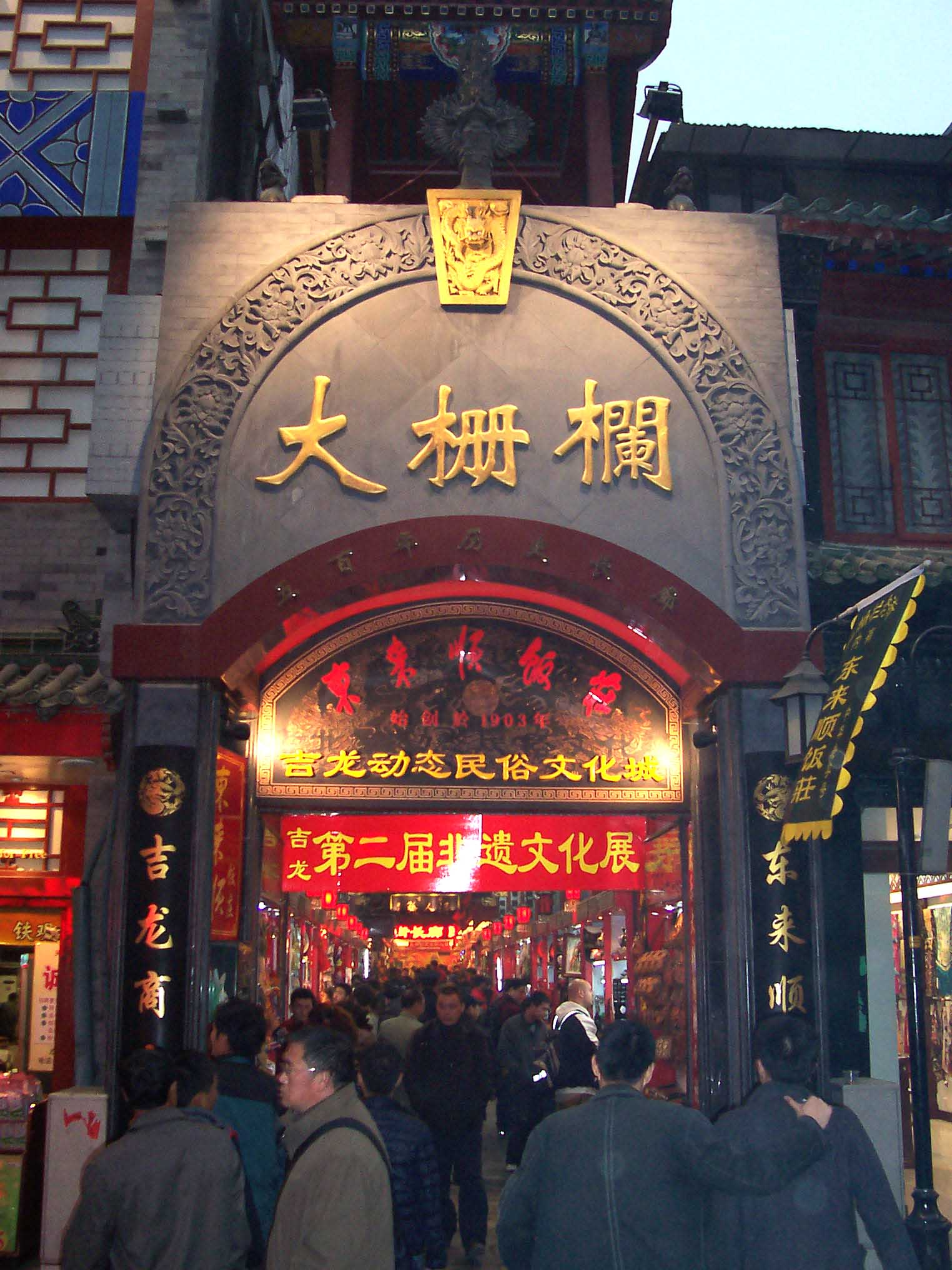
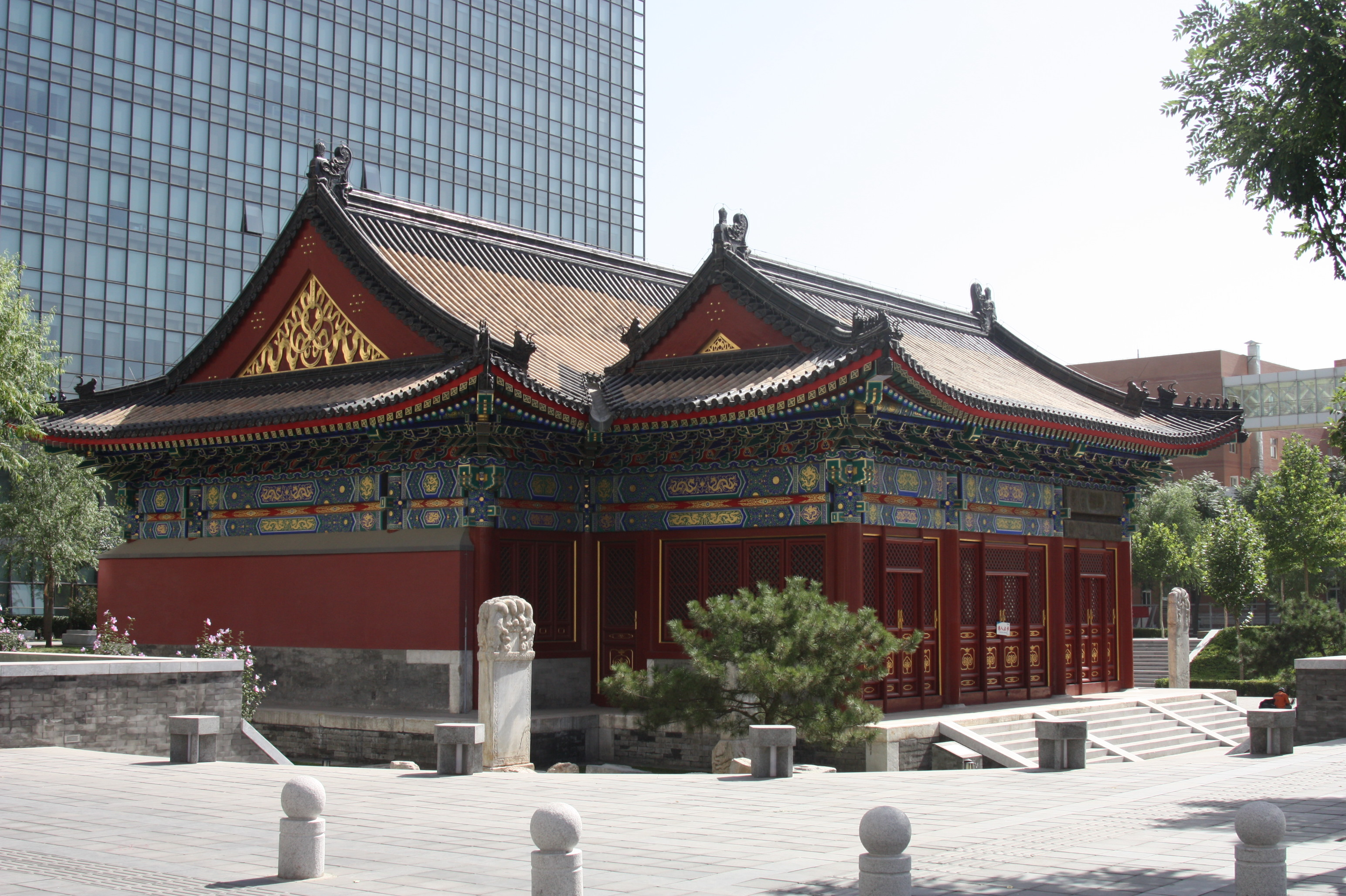
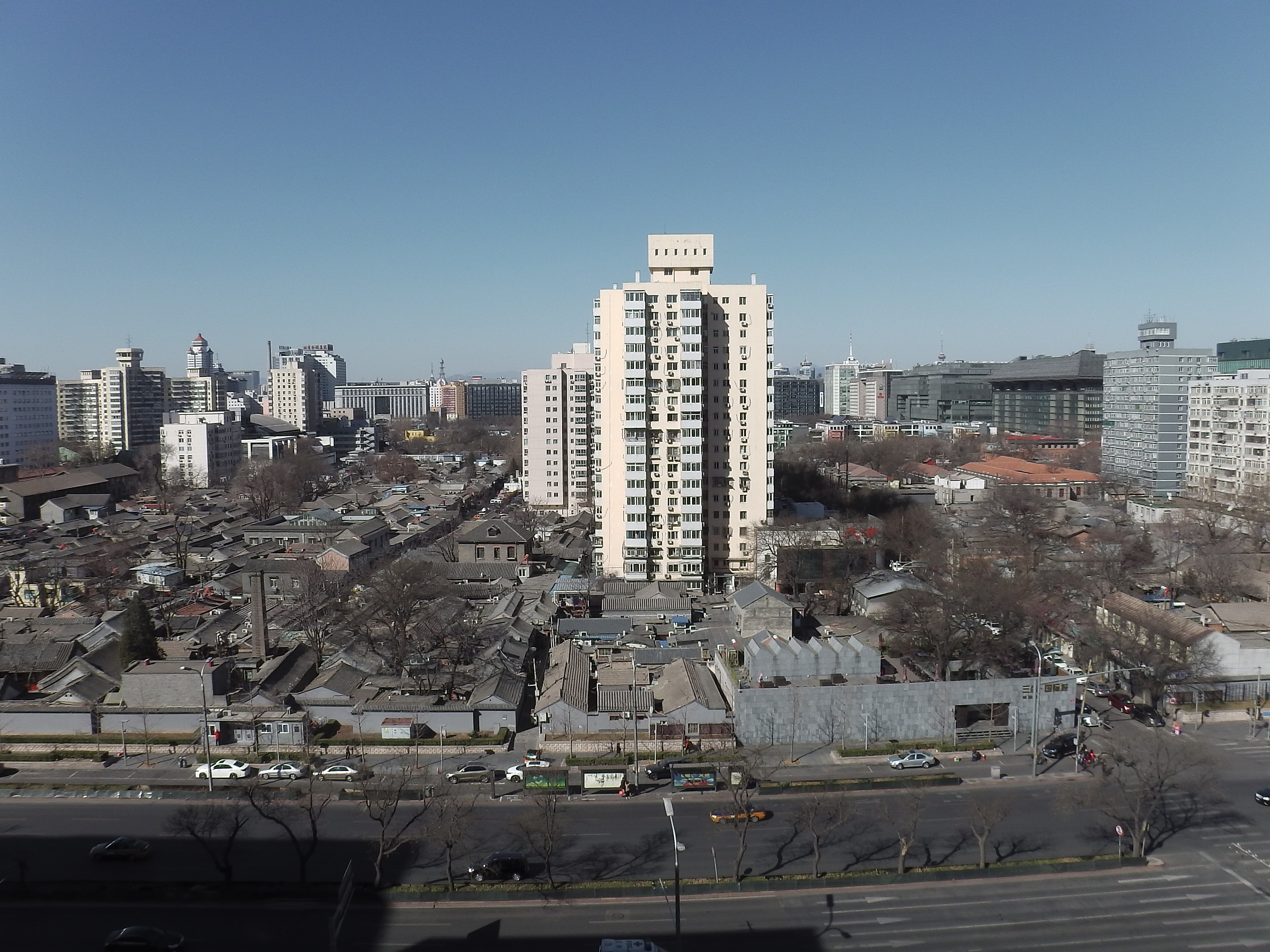
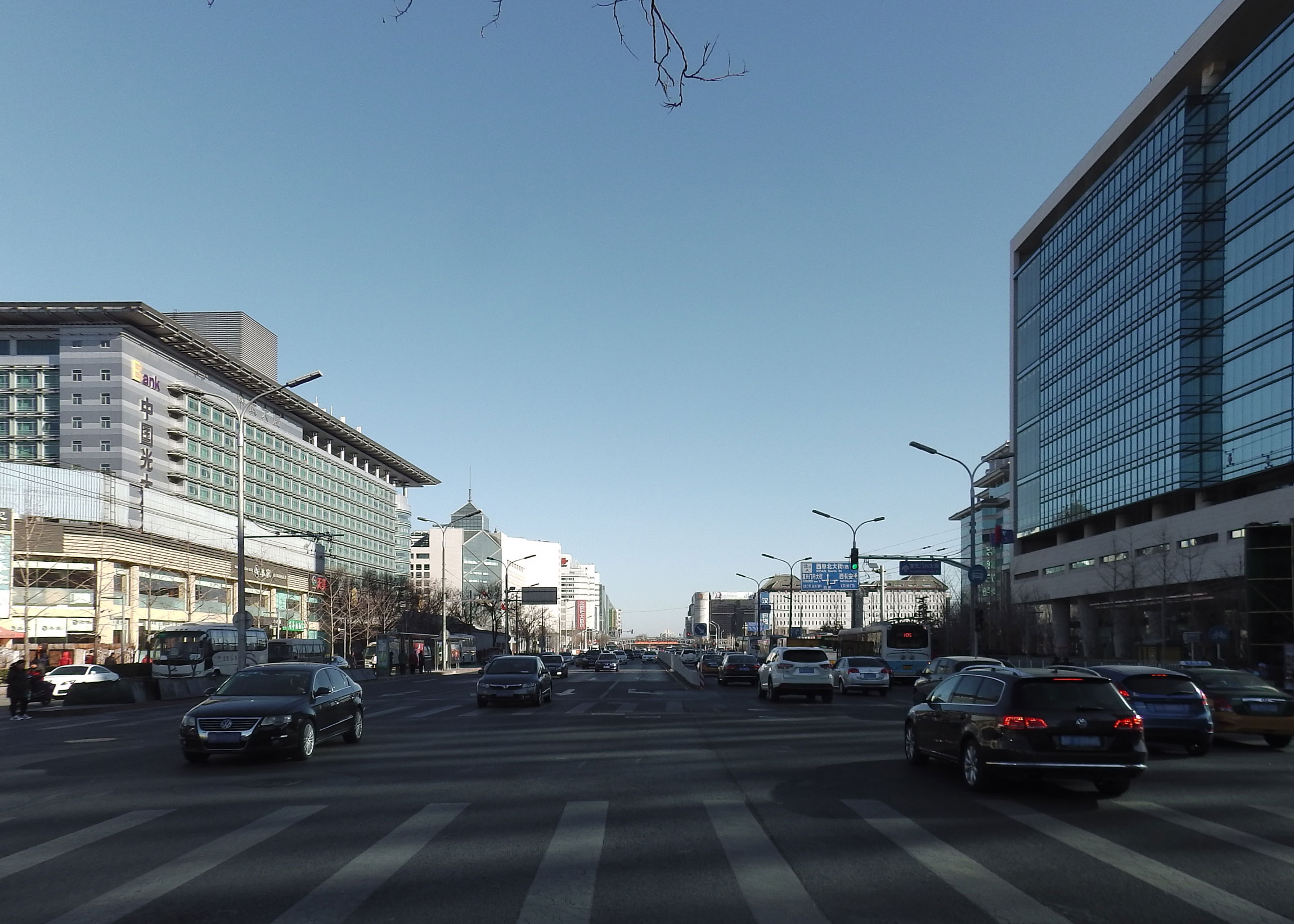
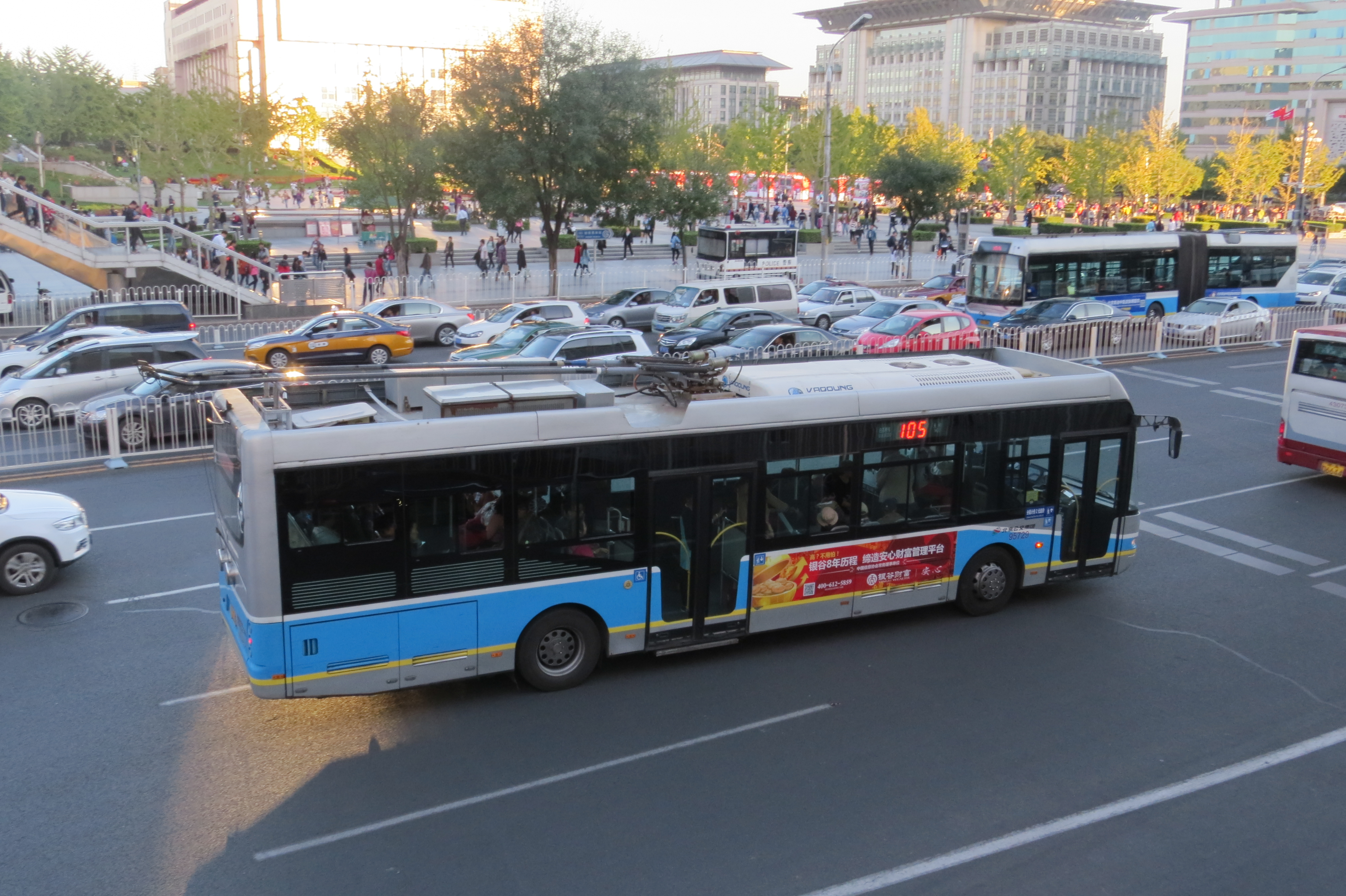
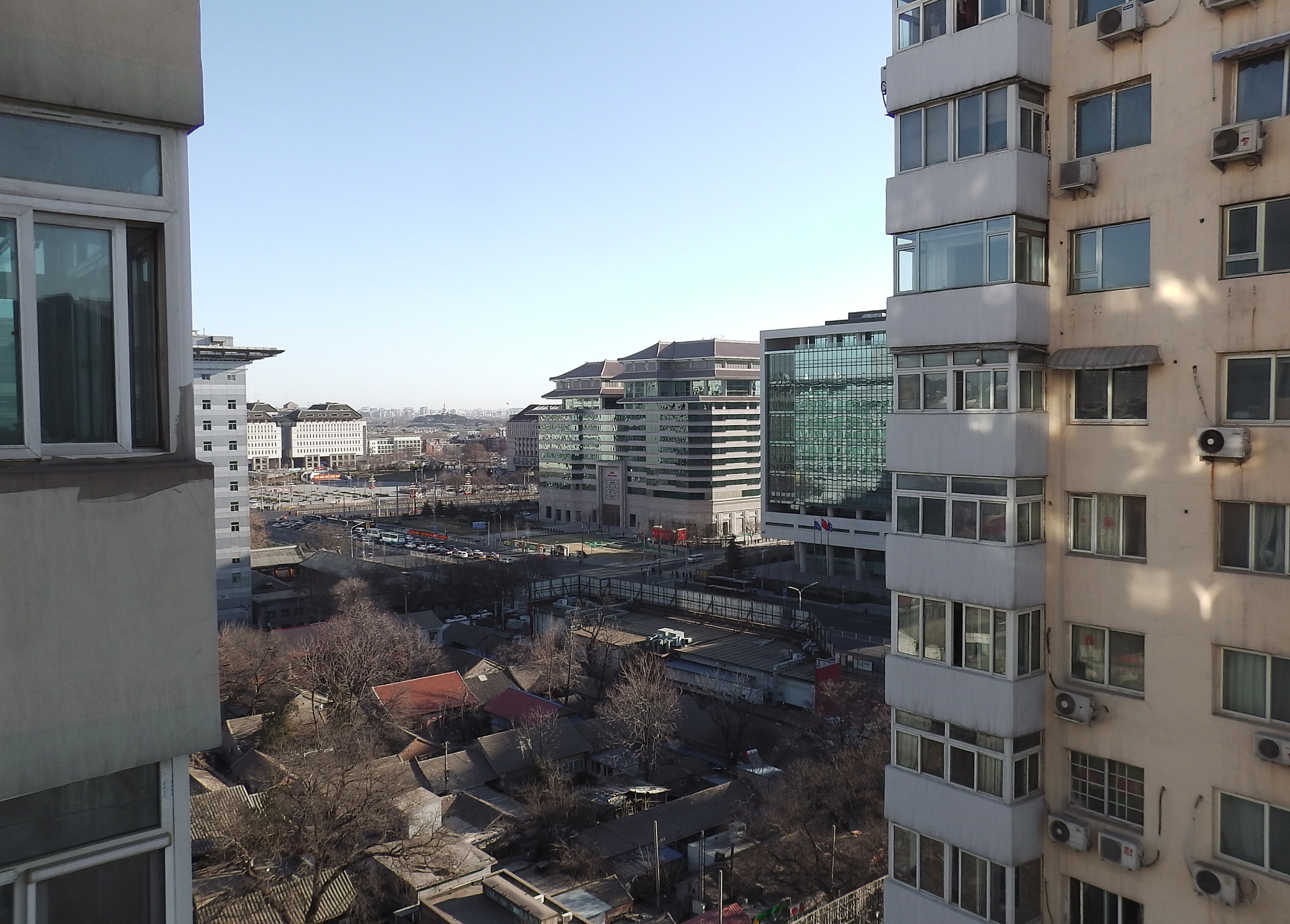
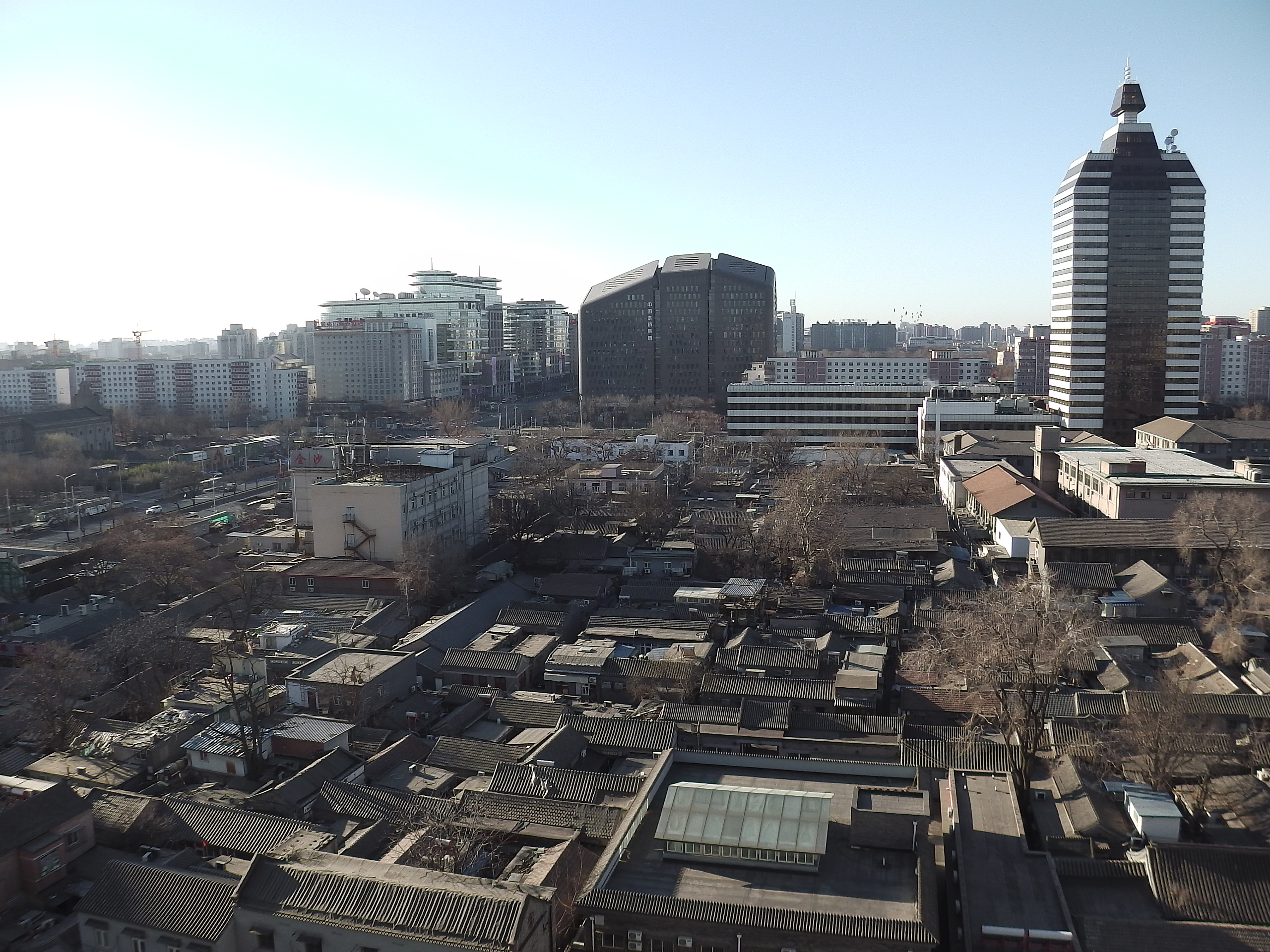
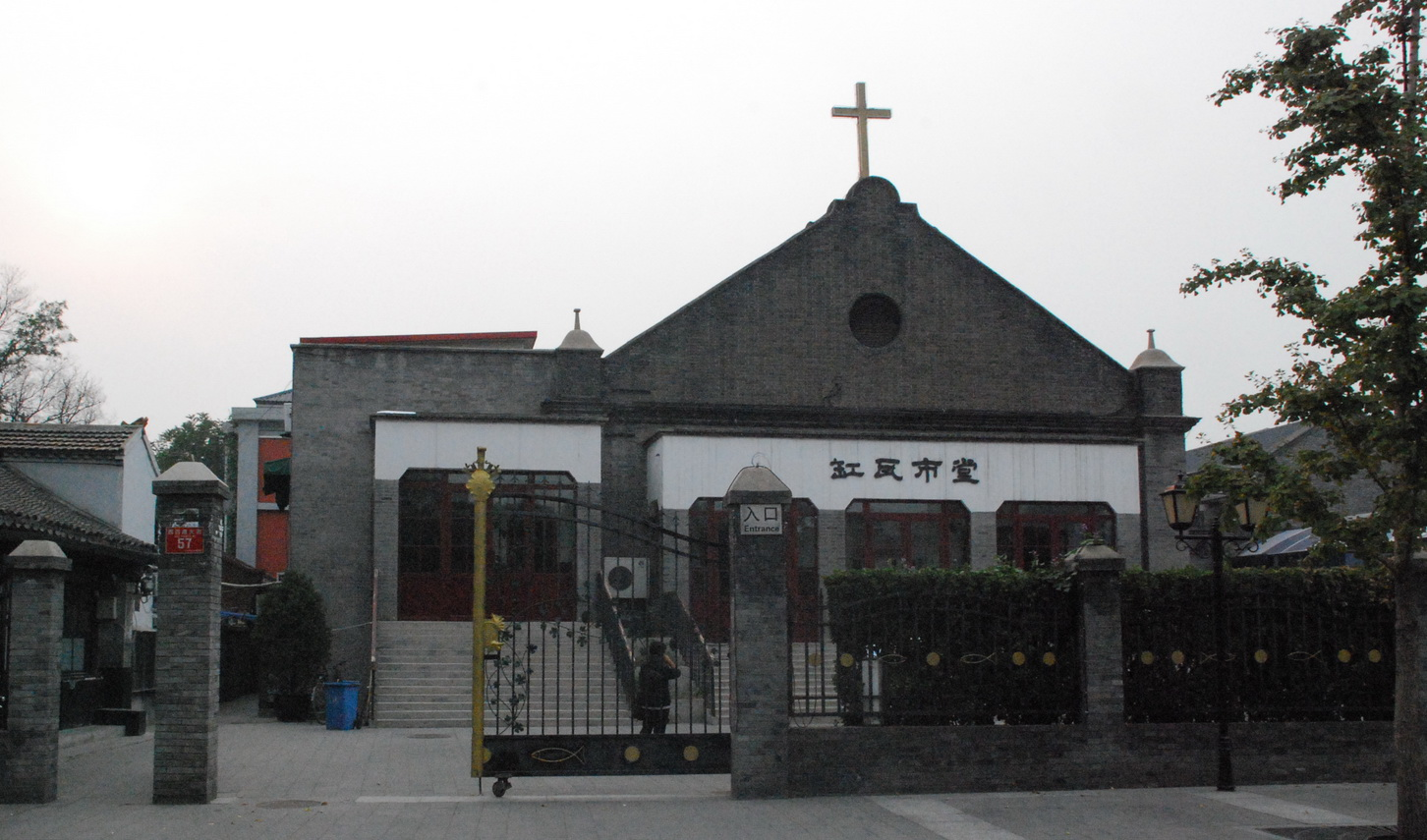

## 交通

### 地铁
- 北京地铁1号线
- 北京地铁2号线
- 北京地铁4号线
- 北京地铁6号线
- 北京地铁7号线
- 北京地铁8号线
- 北京地铁12号线
- 北京地铁13号线
- 北京地铁19号线

## 文化旅游
西城區歷史悠久，名勝古蹟眾多. 例如：
- 琉璃廠：著名的文物古玩一條街

- 中南海：北京皇家園林，現為國務院所在地

- 法源寺：北京城內現存歷史最悠久的佛寺。